# Thomas Koch
Thomas Koch (Klagenfurt, 17. kolovoza 1983.) austrijski je profesionalni hokejaš na ledu. Lijevoruki je napadač i igra na poziciji lijevog krila.  

## Karijera
Kao 16-godišnji igrač austrijskog KAC-a debitirao je u sezoni 1999./00. u EBEL ligi. Međutim, veći dio sezone proveo je u klubu Telekom Team Austria koji nastupa u austrijskoj drugoj ligi, tzv. Nationalliga. U 2003./04. sezoni dobio je pravu priliku da pokaže svoj talent, a zauzvrat je KAC dobio najboljeg strijelac lige. U ljeto 2004. kao velika austrijska zvijezda odlazi u švedskog prvoligaša Luleåu HF. Ondje svoju priliku nije dočekao zbog otežanih okolnosti. Za vrijeme sezone 2004./05. došlo je do lock-outa u NHL-u i mnogi NHL zvijezde preselile su se u Europu, dok su u Luleåu stigli: Tomas Holmström, Mikael Renberg i Justin Williams. Tako se nakon dvije neuspješne sezone u Švedskoj natrag vratio u austrijsku EBEL ligu, potpisavši ugovor s Red Bull Salzburgom. U sezoni 2007./08. bio je treći strijelac lige, a u tandemu s Matthiasom Trattnigom jedan od najubojitijh napada lige. U 47 susreta (27 golova) sakupio je 75 bodova što mu je donijelo nagradu za najkorisnijeg igrača, dok je s Red Bullom upotpunio slavlje osvojivši naslov austrijskog prvaka. 

## Vanjske poveznice
- Profil na The Internet Hockey Database
- Profil na Eurohockey.net